# Régine
Pour les articles homonymes, voir Régine (homonymie), Choukroun et Zylberberg.
Régina Zylberberg, dite Régine, est une  chanteuse, actrice et femme d'affaires française, née le 26 décembre 1929 à Etterbeek (Belgique) et morte le 1er mai 2022 à Paris 17e.
Surnommée la « Reine de la nuit » pour les nombreuses discothèques qu'elle a animées, elle ouvre sa première boîte de nuit dénommée Chez Régine à Paris, à Saint-Germain-des-Prés, puis s'installe à Montparnasse au New Jimmy's. Elle ouvrira des discothèques qui porteront son nom dans le monde entier. Elle a connu de nombreux succès dans la chanson avec Les P'tits Papiers, La Grande Zoa, Patchouli-chinchilla ou Azzurro.

## Biographie

### Jeunesse
Régine naît le 26 décembre 1929 en Belgique à Etterbeek, l'une des dix-neuf communes de la région de Bruxelles-Capitale. Ses parents, qui ont vécu huit ans en Argentine[réf. souhaitée], sont des juifs ashkénazes polonais. Son frère cadet, ultérieurement connu sous le nom de Maurice Bidermann, futur industriel dans le textile et l'habillement, naît dans la même ville en 1932. Elle a également, par son père, une demi-sœur cadette prénommée Évelyne.
Après la Pologne, l'Argentine et la Belgique, en 1932, Joseph Zylberberg, son père, une fois la boulangerie familiale perdue au poker à Anderlecht, s'installe à Paris où, quelques mois plus tard, elle et son frère viennent le rejoindre. Ils vivent à Belleville, où Joseph Zylberberg est boulanger, et sont parfois mis dans des pensionnats. Après les avoir remis à leur père, sa mère est repartie vivre en Argentine ; Régine ne la reverra plus jamais, malgré les tentatives de celle-ci pour renouer avec sa fille devenue adulte, refusant catégoriquement de la revoir. 
Lors du déclenchement de la Seconde Guerre mondiale, comme beaucoup de petits Parisiens, elle est évacuée de la capitale et trouve refuge à Saint-Léon (Allier) au château de Coulon. Une fois l'armistice signé, elle doit rentrer à Paris, mais par une ordonnance allemande en date du 27 septembre 1940, définissant le premier statut des Juifs, ceux-ci ont été interdits de retour en zone occupée. Son train est à l'arrêt pour un contrôle et à la vue de son nom Zylberberg, les Allemands ordonnent qu'elle descende du train où l'attend un camion de la Croix-Rouge française, qui l'emmène avec d'autres enfants au château de la Brosse, où elle retrouve par hasard son frère Maurice. Elle retrouve ensuite à Aix-en-Provence son père qui la place dans un couvent à proximité, sous un faux nom, avec la complicité des sœurs. Pouvant sortir du couvent, elle retrouve son père tous les dimanches. C'est à Aix-en-Provence que naît sa passion pour le chant et sa vocation pour la fête, faisant ses premiers pas sur scène au casino d'Aix. La petite Régine reste des nuits entières à attendre son père qui joue au casino d'Aix-en-Provence, songeant à celle qu'elle pourrait devenir. 
Après l'arrestation de son père à Lyon, elle est placée dans la famille Heymann, également juive, membre de l'Union générale des israélites de France à Lyon, 77, rue de la Villette, où ceux-ci tiennent un home pour personnes âgées. Alors âgée de 13 ans et demi, elle y tombe amoureuse de Claude, 16 ans, avec lequel elle a sa première relation amoureuse et qui lui promet de l'épouser quand elle aura 15 ans. Le 13 juin 1944, le jeune Claude Heymann, neveu du grand-rabbin de Lyon, Bernard Schonberg, est arrêté par la Milice à la grande synagogue de Lyon et meurt assassiné en déportation.
Régine rejoint son père à la Libération à Paris, où il tient le café La Lumière de Belleville, et y travaille au comptoir,. Elle découvre les bals américains, le jazz, le bebop et autres danses qui deviennent sa passion.
Après son divorce en 1949, elle est représentante en soutiens-gorge et en lingerie. Au début des années 1950, elle est vendeuse dans une boutique de Juan-les-Pins, où elle fréquente les boîtes à la mode et les « stars », ce qui fait naître sa vocation d'animer les soirées dansantes.

### «Reine de la nuit»
À partir de 1952, Régine occupe successivement plusieurs postes, « dame pipi », barmaid et disquaire dans un club branché de la nuit parisienne, 18 rue de Beaujolais, le Whisky à gogo,, notamment fréquenté par l'écrivaine Françoise Sagan mais également bien d'autres personnalités célèbres à l'époque. Le nom vient du titre français du film Whisky Galore ! d'Alexander Mackendrick et va donner son nom au Whisky a Go Go aux États-Unis. L'établissement parisien, fait de caves sur plusieurs niveaux, reste considéré comme la première discothèque du pays,. Régine innove également lorsqu'elle fait remplacer le premier juke-box importé en France par deux tourne-disques afin d'éviter le silence entre deux titres. Elle invente aussi la bouteille d'alcool nominative. Elle souhaite que la clientèle, jusqu'alors hétéroclite, soit triée : la notion de « club privé » est imposée. Elle se fâche avec Paul Pacini, propriétaire du site ; encouragée par Serge Gainsbourg, elle veut son propre lieu.
Elle ouvre, en 1956, une boîte de nuit, Chez Régine, située à Saint-Germain-des-Prés, rue du Four, à la sortie du métro Mabillon. Sagan, qui baptise Régine « la reine noire de nos nuits blanches », assurera la notoriété du lieu, tout comme Georges Pompidou, Brigitte Bardot, Rudolf Noureev ou encore Serge Gainsbourg,.
En 1961, elle ouvre le New Jimmy's au 124 boulevard du Montparnasse, où elle diffuse des musiques américaines, lançant et faisant découvrir le twist et le cha-cha-cha au Tout-Paris,. Chez Régine de la rue du Four, renommé Le Club 65, est alors repris par Gérald Nanty. En mai 1961, le temps du Festival de Cannes, elle ouvre Chez Régine à Cannes, fréquenté par de nombreuses stars. 
Ayant animé 22 clubs à travers le monde, elle gagne le surnom de « Reine de la nuit », indiquant cependant n'avoir « jamais fumé ni bu ». Parmi les villes prestigieuses où elle s'implante, généralement fréquentées par la jet set, figurent le Régine's à New York (ouvert le 6 mai 1976 dans le building du Delmonico Hôtel et qu'elle décide de fermer en 1991), Miami (ouvert en juin 1983 au 13e et dernier étage du Gran Bay Hôtel dans le quartier de Coconut Grove), Monte-Carlo, Rio de Janeiro, Le Caire, Saint-Tropez, Deauville, Santiago, Kuala Lumpur, Istanbul, Marbella, Montréal, Genève ou encore Düsseldorf. Des personnalités internationales fréquentent ses établissements, comme Björn Borg, Andy Warhol, Elizabeth Taylor, Julio Iglesias ou encore Michael Jackson. Pour permettre à ses fidèles clients de voyager de club en club autour du monde, elle crée une carte de membre vendue 600 dollars, qui comptera jusqu'à 20 000 possesseurs dans les années 1980[réf. nécessaire].
En 1988, elle obtient de la ville de Paris la concession du restaurant Ledoyen à Paris ; elle ouvre Le Rage, un restaurant lounge, sur Park Avenue à New York. Elle crée des lignes de vêtements, des parfums, un magazine, patronne des croisières sur le Queen Elizabeth 2.

### De New York à Nîmes
Au début des années 1990, elle prend la direction du Cheval-Blanc Régine's Hôtel, un hôtel quatre étoiles à Nîmes (dirigé auparavant par la famille nîmoise Layalle), tandis que Simon Casas était directeur des arènes de Nîmes situées juste en face. Régine achète une maison près de Nîmes, et s'y installe avec son mari Roger Choukroun afin de gérer au plus près cet établissement de luxe, soutenue par son ami Jean Bousquet, maire de la ville. L'hôtel 4 étoiles est alors l'un des plus chics et l'un des plus en vogue à Nîmes, notamment lors des ferias où l'on peut croiser le Tout-Paris : Yves Mourousi, Jean Marais, Andrée Putman, Eddie Barclay, Jean-Paul Gaultier, Inès de la Fressange... Le mobilier de l'hôtel est signé Philippe Starck et la décoration est confiée à Jean-Michel Wilmotte. Situé face aux Arènes, Le Cheval-Blanc Régine's Hôtel devient vite un temple de la nuit nîmoise, et Régine y organise des fêtes mémorables. En 1994, alors que le jeune Thierry Marx, fraîchement décoré d'une étoile au guide Michelin, a enfin donné du caractère à la cuisine, l’aventure s’achève par un flop retentissant. Quelques mois plus tard, l'ensemble du matériel de l'hôtel est vendu aux enchères, épongeant une partie du gouffre financier évalué à 62 millions de francs.
En 1992, elle reprend, avec Didier Vérité comme directeur, Le Palace à Paris, club mythique ouvert par son ancien rival Fabrice Emaer en 1978, mais rapidement le lieu périclite : « Trop de dettes, pas assez de monde » écrit Cathy Guetta. Sur avis du tribunal, le club est un temps cogéré par Régine et Thierry Kléminiuk, un repreneur. À la suite d'une fermeture administrative pour un trafic d'ecstasy au sein de l'établissement, elle perd le contrôle du club, beaucoup d'argent et sa villa de Saint-Tropez (hypothéquée par la banque Hervet en échange d'un prêt de 5 millions de francs). L'affaire du Palace agite la classe politique et judiciaire, l'impartialité des juges ayant été mise en cause.
En 2003, elle se sépare de tous ses clubs, mais reste propriétaire de la marque à son nom. Homonyme du club de la rue du Four, le Chez Régine de la rue de Ponthieu, fondé dans les années 1970 après avoir été repris par Laurent de Gourcuff, est revendu au collectif La Clique à l'origine du Baron, avenue Marceau. Pour le lancement de son parfum Zoa Night Perfume en juin 2009, elle organise la soirée de lancement au club de la rue de Ponthieu comme à la grande époque, entourée de ses amis stars. L'été, à Saint-Tropez, on la voit toujours danser jusqu'au petit matin.

### Chanteuse et actrice
Très tôt, elle prend des cours de chant et, encouragée par Renée Lebas, décide de se lancer dans la chanson. Elle interprète de nombreux titres spécialement créés pour elle par les auteurs les plus connus, à commencer par Charles Aznavour, en 1965, avec Nounours, et Henri Salvador, avec Oublie-moi. Serge Gainsbourg lui écrit Les P'tits Papiers, Il s'appelle "Reviens", Pourquoi un pyjama ?, Les femmes, ça fait pédé. Frédéric Botton lui écrit La Grande Zoa, Barbara Gueule de nuit,. D'autres auteurs et compositeurs écrivent pour Régine, dont Emil Stern, Eddy Marnay, Francis Lai, Jean Cau, Jean-Loup Dabadie, Michel Grisolia, Charles Level, Françoise Sagan, Serge Lama, Romano Musumarra, Françoise Dorin, Didier Barbelivien, Michel Leeb et Patrick Modiano.
Elle reçoit, en 1967, le prix Pierre-Brive Consécration de l'académie Charles-Cros, en même temps que Jacques Dutronc. Elle perd son père la même année.
Régine se produit sur les scènes parisiennes et parfois internationales, dans des revues ou des tours de chant : Bobino, l'Olympia, les Folies Bergère, à Las Vegas ou encore au Carnegie Hall de New York (1969),. En 1970, au théâtre de la Porte-Saint-Martin à Paris, elle participe, aux côtés de Nicole Croisille et de Mouloudji, à la comédie musicale La Neige en été de Jacques Lanzmann.
En 1979, Régine interprète le titre Je survivrai, une reprise en français du tube de Gloria Gaynor I Will Survive sorti quelques mois plus tôt, en octobre 1978, et adapté par Claude Carrère et Vline Buggy.
Faisant ses débuts au cinéma en 1962, Régine joue ou apparaît dans quelques films, notamment Le Train (1973), Les Ripoux (1984) ou encore Grosse Fatigue (1993),.
Régine sort un nouvel album en mars 2009, Régine's Duets, contenant de nombreux duos avec Boy George, Fanny Ardant, Jane Birkin, Maurane, Cali, Bernard Lavilliers, etc..
En janvier 2014, France 3 lui consacre un portrait retraçant toute sa vie.
En 2016, elle entreprend une tournée nommée La Grande Zoa en France, en passant par la scène des Folies Bergère de Paris.

### Après le spectacle

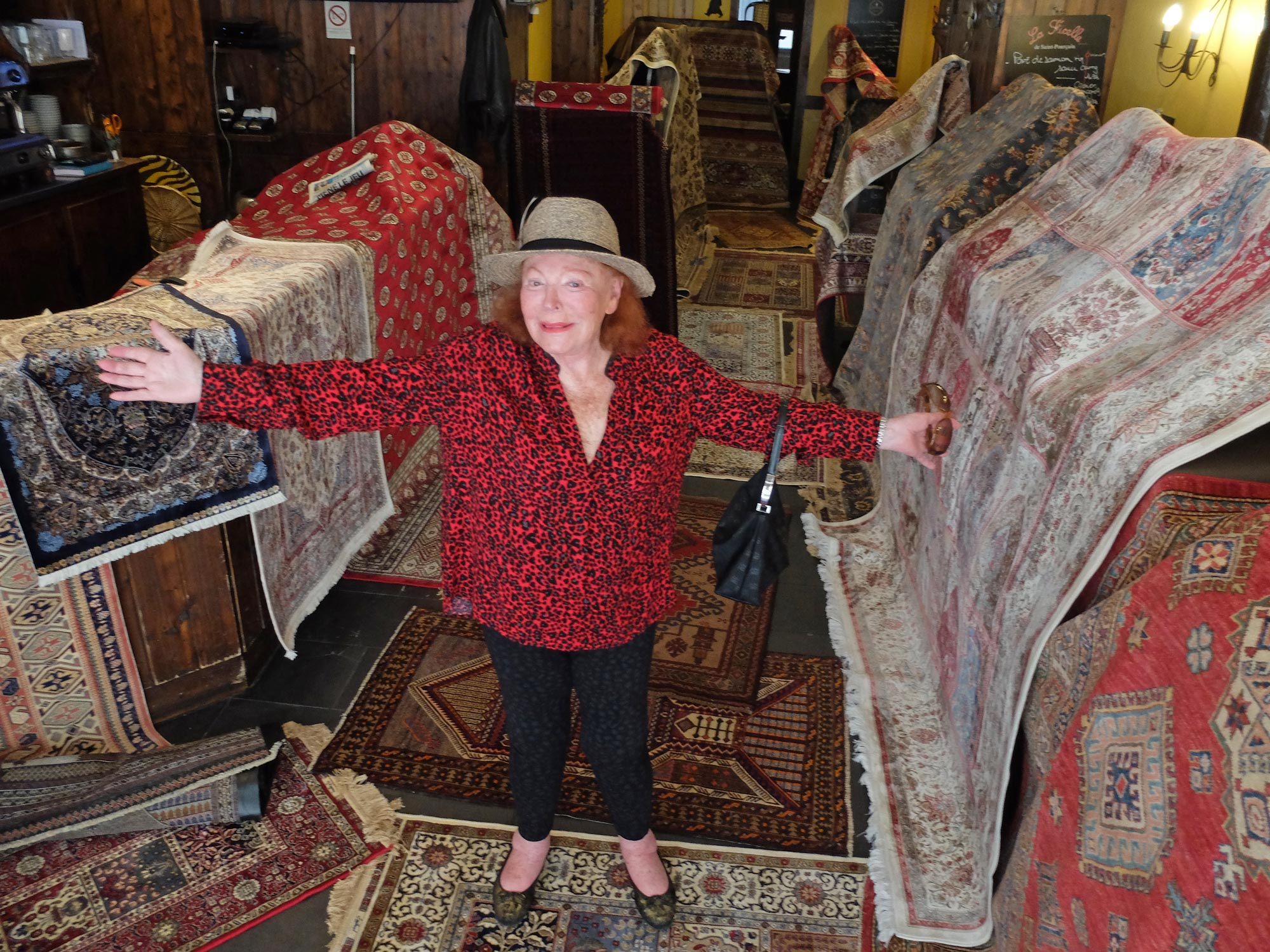
Régine en 2019.

Tablant sur sa notoriété, elle lance quelques parfums : Régine (1989), Jimmy'z pour homme, Zoa.
En juin 1995, elle présente sur TF1, en deuxième partie de soirée, le magazine 95 C et alors… avec Laurence Boccolini comme rédactrice en chef et chroniqueuse.
En 1996, elle publie ses mémoires Appelez-moi par mon prénom. Son livre est adapté pour la télévision dans un téléfilm (Je m'appelle Régine) dirigé par Pierre Aknine et interprété par Claire Keim et Victor Lanoux. En 2002, elle publie un second livre de mémoires, Mes p'tits papiers, qu'elle dédie à son unique petite-fille. En 2006, elle fait paraître Moi, mes histoires aux Éditions du Rocher.
C'est aussi en 1996 qu'elle et son fils se font remarquer à bord d'un vol American Airlines entre Paris et Miami. Son fils refusant d’obéir à l’équipage qui lui demandait d’éteindre sa cigarette, le ton monta et le pilote décida de se poser à Boston pour débarquer Régine et son fils, qui y furent arrêtés. Il a aussi été rapporté qu'ils avaient exigé un surclassement en première classe, alors qu'ils avaient acheté des billets en classe économique,.
Elle fonde l'association SOS Drogue International en 1984. Pour financer SOS Habitat et Soins (association « sœur » de SOS Drogue International), elle participe en 2005, pendant huit semaines, à la saison 2 de l'émission La Ferme Célébrités sur TF1 ; par la même occasion, elle souhaite amuser son fils, atteint d'un cancer, qui meurt l'année suivante,. Elle entre dans le jeu le 30 avril 2005, aux côtés d'Henri Leconte, Nathalie Marquay, Daniel Ducruet notamment. Parmi les personnalités figure la baronne Marianne Brandstetter, qu'elle connaît depuis 40 ans, celle-ci l'ayant également fait venir aux Bahamas où son mari James Crosby, PDG de Resorts International, souhaitait qu'elle ouvrît un club[réf. nécessaire]. C'est lors de la première émission de cette saison que l'animateur Christophe Dechavanne annonça en début de prime time qu'une grande célébrité allait entrer en dernier, et son arrivée aux alentours de 23 h-23 h 30 fit un pic d'audience. Après avoir été sauvée par le public le 27 mai face à Jerry de la Véga (66 % pour qu'elle reste dans l'aventure), et le 10 juin face à Plastic Bertrand (77 % des votes du public en sa faveur), elle est éliminée le 24 juin, terminant à la 5e place à seulement quatre jours de la finale qui sacrera le jeune chanteur Jordy le 28 juin 2005.
Le 8 septembre 2006, elle est victime d'un malaise cardiaque lors d'une répétition au théâtre de la Renaissance pour la pièce de Laurent Ruquier Si c'était à refaire, dont la première représentation, le 20 septembre, devait marquer ses débuts au théâtre.
Elle organise le 4 février 2012, chez Tajan à Paris, une vente de 320 objets, bijoux, chaussures, sacs, robes et manteaux de sa collection personnelle, qui récolte 41 000 euros pour son association,. Régine possédait une collection de plus de 700 paires de chaussures, dont elle citait notamment les marques Chanel, Louboutin et Jimmy Choo parmi ses préférées. Elle privilégiait les escarpins à bout pointu, délaissant les plateformes qui lui rappelaient la guerre. Pour soulager la douleur liée au port de talons hauts, elle avait pour habitude de plonger ses pieds dans l’eau glacée avant de repartir danser.

### Mort et obsèques
Résidente depuis octobre 2021 à la Maison des artistes, aux Batignolles, Régine meurt le 1er mai 2022,, à l'âge de 92 ans. La nouvelle est annoncée par sa petite-fille, Daphné Rotcage, via un communiqué envoyé à l'Agence France-Presse. Le président de la République Emmanuel Macron et son épouse Brigitte saluent « une grande figure de la nuit parisienne et de la chanson française ». La disparition de Régine fait notamment la une du New York Times.
Ses obsèques ont lieu le 9 mai au crématorium du cimetière du Père-Lachaise, en présence de personnalités telles que Jane Birkin, Carla Bruni, Marc Lavoine, Carole Bouquet ou encore Anne Hidalgo,. Ses cendres sont ensuite dispersées dans la Seine[réf. nécessaire].

### Vie privée
Le 7 novembre 1947, à l'âge de 17 ans, Régine se marie une première fois avec un apprenti maroquinier, Paul Rotcage, avec lequel elle a un fils, le journaliste Lionel Rotcage (1948-2006), dont elle divorce à l'âge de 19 ans.
Le 6 décembre 1969, à Boncourt (Eure-et-Loir), elle épouse Roger Choukroun en secondes noces ; Françoise Sagan est son témoin. Ils divorcent en 2004.
Régine a eu d'innombrables amants, dont elle dévoile dans sa dernière autobiographie une partie des noms, parmi les plus célèbres : John Wayne, Robert Mitchum, Gene Kelly, Warren Beatty, Steve McQueen, Jean-Claude Killy, Jean-Paul Goude, El Cordobés, Porfirio Rubirosa, Christian Barbier, Claude François, Éric de Rothschild, Georges Cravenne, Maurice Herzog, Carlos Monzón et Björn Borg.
Dans son autobiographie publiée en 2002, Régine révèle avoir eu recours sept fois à l'avortement.
Elle vécut rue Chambiges (8e arrondissement de Paris), où elle recevait des personnalités du monde du spectacle et de la politique.

## Théâtre et music-hall

### Spectacles
- 1965 : Maxim's, Paris
- 1968 : Olympia, Paris
- 1969 : Carnegie Hall, New York
- 1973 : Bobino, Paris
- 1989 : La Cigale, Paris
- 1991 : Olympia, Paris
- 1993 : théâtre des Bouffes-du-Nord, Paris
- 1994 : théâtre de la Gaîté-Montparnasse, Paris
- 2004 : Folies Bergère puis espace Cardin, Paris
- 2016 : Folies Bergère, Paris

### Comédies musicales
- 1970 : La Neige en été de Jacques Lanzmann, théâtre de la Porte-Saint-Martin avec Nicole Croisille et Mouloudji

## Filmographie

### Cinéma
- 1962 : Le Couteau dans la plaie d'Anatole Litvak
- 1962 : La Gamberge de Norbert Carbonnaux
- 1964 : Un monsieur de compagnie de Philippe de Broca
- 1967 : Jeu de massacre d'Alain Jessua
- 1968 : Mazel Tov ou le Mariage de Claude Berri : Marthe Schmoll
- 1970 : Sortie de secours de Roger Kahane, produit par Alain Delon : Mlle S
- 1973 : Le Train de Pierre Granier-Deferre : Julie
- 1976 : Sherlock Holmes attaque l'Orient-Express (The Seven-Per-Cent Solution) de Herbert Ross : Madame
- 1978 : Robert et Robert de Claude Lelouch : la mère de Robert Villiers
- 1984 : Les Ripoux de Claude Zidi : Simone
- 1994 : Grosse Fatigue de Michel Blanc : elle-même

### Télévision
- 1986 : La Griffe du destin (Sins), mini-série américaine en trois épisodes de Douglas Hickox : Madame Liu
- 1995 : 95 C et alors…, TF1 : animatrice
- 2005 : La Ferme Célébrités saison 2, TF1 : participante
- 2011 : Le Grand Restaurant 2 de Gérard Pullicino : la fausse dame pipi
- 2014 : Scènes de ménages (L'Album de famille) : la grand-mère d'Emma.

## Publications
- Appelez-moi par mon prénom (mémoires), Robert Laffont, 1985 ; rééd. Le Livre de poche, 1986
- La Drogue. Parlons-en (préface du Pr Olievenstein), Michel Lafon, 1987
- Mes P'tits Papiers (mémoires), Pauvert, 2002
- Moi, mes histoires, éditions du Rocher, 2006
- À toi, Lionel, mon fils, Flammarion, 2010
- Gueule de nuit (préface de Pierre Palmade), Flammarion, 2018

## Répertoire
Au cours de sa carrière, Régine a interprété 264 chansons.

### Chansons
- Nounours - 1965
- Oublie-moi - 1965
- Les P'tits Papiers - 1965
- Il s'appelle reviens - 1965
- Aimez-vous les pommes ? - 1965
- Pourquoi un pyjama ? - 1966
- La Grande Zoa - 1966
- Rue des rosiers - 1966
- Si t'attends qu'les diamants t'sautent au cou - 1966
- Gueule de nuit - 1967
- Okazou - 1967
- Loulou - 1967
- Capone et sa p'tite Phyllis - 1967
- Ouvre la bouche, ferme les yeux - 1967
- Patchouli-chinchilla - 1968
- J'ai la boule au plafond - 1968
- Mon folklore - 1968
- Un soir d'orage - 1968
- Moi mes histoires - 1968
- L'Accident - 1968
- My Yiddishe Momme - 1968
- Le Jour où tu te maries - 1969
- Azzurro - 1969
- Les Cruelles Cartouches de l'amour - 1969
- Des roses rouges - 1969
- Un jour je quitterai tout - 1970
- Mon accordéon - 1970
- Le Temps du Borsalino - 1970
- L'Or et le Rhum - 1970
- Parisse - 1970
- Azoy - 1971
- Mallo Mallory - 1971
- Kafka c'est dansant - 1971
- Balayeurs balayez - 1971
- Encore un verre chez Lilly - 1971
- Laisse-en un peu pour les autres - 1971
- J'irai pleurer à Bilbao - 1972
- Ça ne s'invente pas - 1972
- J'aime tes grands yeux - 1973
- La Bonne Adresse pour chiens perdus - 1973
- Jamais tra la la, jamais oh la la - 1973
- Maravillosa - 1974
- A l'improvviso - 1975
- La Guimauve - 1975
- Les femmes, ça fait pédé - 1978
- Tic, Tac, Toe - 1978
- Je survivrai - 1979 (VF de I Will Survive)
- Tu oublieras... - 1980
- Mea culpa - 1981
- La Vie by night - 1981
- Super super Dupont - 1982
- Retiens la vie - 1982
- Reine de la nuit - 1983
- Radio musique - 1983
- Comme d'habitude - 1983
- Tendresse oblige - 1987
- Mes nuits vidéo - 1989
- Où sont mes amants ? - 1993
- Tel qu'il est - 1993
- J'ai rencontré l'homme de ma vie (pour la série des disques Atlas) - 1996
- Les Bals populaires (pour la série des disques ATLAS) - 1996
- La Javanaise (pour la série des disques ATLAS) - 1996
- La Foule (pour la série des disques ATLAS) - 1997
- Une demoiselle sur une balançoire (pour la série des disques Atlas) - 1997
- Padam, padam... (pour la série des disques Atlas) - 1997
- Paris canaille (pour la série des disques Atlas) - 1997
- Le bonheur c'est pas la joie - 2003
- Diaspora - 2003
- Les Bleus - 2006

### Duos
- Piano punaise avec Maurice Biraud - 1968
- Je dis tu, tu dis you avec Paul Anka - 1977
- Les P'tits Papiers avec Jane Birkin - 2009
- Azzurro avec Paolo Conte - 2009
- J'ai toujours porté bonheur aux hommes avec Boy George - 2009
- Une valse pour toi et moi avec Maurane - 2009
- Ouvre la bouche, ferme les yeux avec Édouard Baer - 2009
- L'Emmerdeuse avec Bernard Lavilliers - 2009
- I Will Survive avec Julia Migenes - 2009
- La Grande Zoa avec Didier Wampas - 2009
- Le Cirque à tout le monde avec Pierre Palmade - 2009
- Gueule de nuit avec Juliette - 2009
- Capone et sa p'tite Phyllis avec Arthur H - 2009
- J'viens danser avec Cali - 2009
- My Yiddish Mome avec Fanny Ardant - 2009
- The Little Papers avec Jane Birkin - 2009
- Les Lumières de Belleville avec La Grande Sophie - 2009

## Discographie partielle
Note : Les albums de 1966, 1967, 1972, 1973 et 1983 n'ayant pas de titre, ils sont identifiés par celui de leur première chanson.
- Les Lampions (1966) :
Les Lampions - Qu'est-ce que vous voulez qu'jen fasse - Ne fais pas d'l'œil à Lili - Ca n'sert à rien - Si t'attends qu'les diamants t'sautent au cou - Pourquoi un pyjama ? - Il a vingt ans - Les P'tits Papiers - Mille fois par jour - La Grande Zoa - La Cigale - Je veux être celle
- Gueule de nuit » (1967) :
Gueule de nuit - L'Amour à contre cœur - De deux choses l'une - Raconte moi, dandy - Quelque part à Paris - Capone et sa p'tite Phyllis - Ouvre la bouche, ferme les yeux - Attends-moi - Les Maisons grandes - Eugène - Les Cafés - Moi j'aime ça
- Régine 1969 (1969) :
Un soir d'orage - Valse pour toi et moi - Monsieur Lapin - My Yiddish Momme - L'Accident - La Grande Zoa - Patchoulicchinchilla - Le jour où tu te maries - Les P'tits Papiers - Les Boules de gomme - Il m'a laissé deux cigarettes - J'ai la boule au plafond
- La Fille que je suis (1970) :
Disque 1 : La Fille que je suis, Régine se raconte, interviewée par Jacques Ourevitch. Disque 2 : La Fille que je suis - Rue des Rosiers - L'Aspire-à-cœurs - Des roses rouges - L'Album de famille - Le Cirque à tout le monde - De toute manière - Les Filles de la rue d'Amérique - Mon accordéon - Pas de pinson - La Famille Animal - Un jour je quitterai tout
- Le Chandelier (1972) :
Le Chandelier - Une valise sur un lit - Kafka, c'est dansant - Jusqu'à quand - Tu arrives trop tard, tu pars trop tôt - J'aime tes grands yeux - Mallo Mallory - Azoy - Je l'entends - Pas de printemps pour nous deux - Devant deux café-crèmes - Laisses-en un peu pour les autres
- La bonne adresse pour chiens perdus (1973) :
La Bonne Adresse pour chiens perdus - Souviens-toi - Jamais tra la la, jamais oh la la - Quand il partira - On la chante - God Save the Man - On se reverra - Les amants sont maigres, les maris sont gras - Toute blanche - Un gars comme toi - C'est quand même ton père - J'ai toujours porté bonheur aux hommes
- Jackpot (1978) :
L'Emmerdeuse - Les femmes, ça fait pédé - Tous les baisers - Seule dans un lit - Cheek to Cheek - Tic Tac Toe - La Vie que j'avais jetée - Moi mes histoires - J'en ai marre - On m'appelle l'Italienne
- Reine de la nuit (1983) :
Reine de la nuit - La Grande Zoa (nouvelle version) - Lui - Les Pêcheurs et les Poissons - Les P'tits Papiers (nouvelle version) - Vanille et chocolat - Faut faire doucement - Retiens la vie - Comme d'habitude - Radio musique - Azzuro (nouvelle version)
- Mémo Mélo (1993) :
Du gris - Tel qu'il est - Où sont mes amants - Madame Arthur - Les Roses blanches - Johnny Palmer - Mon vieux pataud - La Java bleue - La Môme Catch-catch - La guinguette a fermé ses volets
- Made in Paname (2003) :
Fashion Victim - Je viens danser - Il y a un pont - Les Disputes - Diaspora - Boîte de nuit - Ma bête noire - Le Quotidien - J't'adore et d'argent - Une mère - Le Juste (Monsieur Lepetit) - Va prendre des cours chez Dupont - Le bonheur c'est pas la joie
- Régine's Duets (2009) :
Les P'tits Papiers, avec Jane Birkin - Azzurro, avec Paolo Conte - J'ai toujours porté bonheur aux hommes, avec Boy George - Une valse pour toi et moi, avec Maurane - Ouvre la bouche ferme les yeux, avec Édouard Baer - L'Emmerdeuse, avec Bernard Lavilliers - I Will Survive, avec Julia Migenes - La Grande Zoa, avec Didier Wampas - Le Cirque à tout le monde, avec Pierre Palmade - Gueule de nuit, avec Juliette - Capone et sa p'tite Phyllis, avec Arthur H - Je viens danser, avec Cali - My Yiddish Mome, avec Fanny Ardant - The Little Papers, avec Jane Birkin - Les Lumières de Belleville, avec La Grande Sophie - Un jour je quitterai tout (version 2009)

En décembre 2019, pour fêter ses 90 ans, Régine sort son intégrale en dix CD, dans un coffret contenant également un boa en plumes.

## Distinctions

### Décorations
- Chevalier de la Légion d'honneur (1995)
- Officier de la Légion d'honneur (décembre 2008)[39]

### Récompenses
- 1967 : prix Pierre-Brive Consécration de l'académie Charles-Cros